# マルティン・ベック
マルティン・ベック（Martin Beck）は、マイ・シューヴァル（Maj Sjöwall, 1935年 - ）とペール・ヴァールー（Per Wahlöö, 1926年 - 1975年）の夫婦が合作した警察小説に登場する架空の警察官である。彼を主人公とした長編10冊からなるシリーズには、「犯罪の物語」というシリーズ名がつけられている。

## 人物
スウェーデンのストックホルム警視庁の殺人課主任。階級は登場当時警部、のち警視に昇進。42歳という記述が第1作目「ロゼアンナ」（1965年）にあるが、第5作「消えた消防車」（1969年）には1920年代半ばに2、3歳で、第二次世界大戦時には徴兵を避けるために警察官になったという描写があり、作品内では40代から50代の間の話ということになり、符合する。
ベックの父は大戦前は小さな運送会社を営んでいたが、後に倒産、建設労働者になる。その後、安定した生活を送れるようになる前の2年間は失業していた。また、母は存命で老人ホームに入っており、初期は元気な姿を見せていたが、徐々に弱っていく描写が見られる。一連の作品初期においては妻インガと結婚しており、長女イングリット、長男ロルフという2児の父親であったが、のちに離婚する。
| 年度   | 年齢 | 職歴                                                     | 個人                                                   | その他                                           |
| ------ | ---- | -------------------------------------------------------- | ------------------------------------------------------ | ------------------------------------------------ |
| 1922年 | 0歳  |                                                          | 9月25日、誕生。                                        |                                                  |
| 1943年 | 21歳 | 警察官となる、初勤務地はヤコブ派出所。                   |                                                        |                                                  |
| 1950年 | 28歳 | 警察学校を最優秀で卒業、警部補となる。                   |                                                        |                                                  |
| 1951年 | 29歳 |                                                          | 父親が死去し帰郷（スウェーデン南部）、妻インガと結婚。 |                                                  |
| 1952年 | 30歳 |                                                          | 長女イングリットが誕生。                               |                                                  |
| 1955年 | 33歳 |                                                          | 長男ロルフが誕生。                                     |                                                  |
| 1956年 | 34歳 | 殺人課に異動。                                           |                                                        |                                                  |
| 1964年 | 42歳 |                                                          |                                                        | ロゼアンナ（7月）                                |
| 1965年 | 43歳 |                                                          |                                                        | スウェーデンの警察組織改革、国家警察に統合。     |
| 1966年 | 44歳 |                                                          |                                                        | 煙に消えた男（8月）                              |
| 1967年 | 45歳 | 主任警視に昇進、ヴェストベリヤの南部方面警察本部へ配属。 |                                                        | バルコニーの男（6月） 笑う警官（11月）           |
| 1968年 | 46歳 |                                                          |                                                        | 消えた消防車（3月） 上司のハンマル警視長が引退。 |
| 1969年 | 47歳 |                                                          | 長女イングリットが独立、妻と別居。                     | サボイ・ホテルの殺人（7月）                      |
| 1971年 | 49歳 |                                                          |                                                        | 唾棄すべき男（4月）                              |
| 1972年 | 50歳 |                                                          | レア・ニールセンと交際を始める。                       | 密室（6月）                                      |
| 1973年 | 51歳 |                                                          |                                                        | 警官殺し（11月）                                 |
| 1974年 | 52歳 |                                                          |                                                        | テロリスト（11月）                               |

## 小説
1965年にシリーズ第一作の「ロゼアンナ」が発表され、以後1975年の最終作「テロリスト」発表されるまでの約10年にわたって続いたシリーズ。なお、第四作の「笑う警官」はエドガー賞 長編賞を受賞している。この作品は10年間のスウェーデンの社会の変遷を描いており、スウェーデンで行われた国家警察の統合などでマルティン・ベックの所属する組織の変遷もきっちり描かれている。なお、日本では角川文庫から発売されていたが、第一作の「ロゼアンナ」からではなく「バルコニーの男」から出版され、「笑う警官」が第二作として出版されていたが、最終的には全巻が出版されている。

## 仲間
レンナルト・コルベリ
ストックホルム警察殺人課警部。
ベックの親友。有能な警察官であり、シリーズ途中では主任警視代理に昇格する。軍隊では空挺部隊に所属していた。過去に同僚を誤って射殺してしまい、それ以来拳銃を所持しなくなった。シリーズ初期ではベックとコルベリの二人でコンビを組むことが多く、またベックの考えをまとめる役を果たすことが多い。また、オーケ・ステンストルムやベニー・スカッケなどの若手刑事の礼儀作法にもうるさい。シリーズ終盤では警察を退職しストックホルムの陸軍博物館へ就職する。妻グンとの間に幼い娘のボディルと息子ヨアキムがいる。
グンヴァルト・ラーソン
ストックホルム警察殺人課警部。
偏屈者。シリーズ終盤では警視に昇格する。「ロゼアンナ」の中に同名の警視が出るが、それとは別人である。コルベリとは仲相容れないが、ある事件を切っ掛けに意気投合する。主に荒い役をこなすことが多く、容疑者に白状させるために暴力を振るうことがある。実家は貴族で裕福であるが、本人は自由を好み、海軍士官学校卒業後海軍に勤務した後、商船乗りとして世界を巡っていた。その出自のせいか衣服や車など身の回りの品は高級品好み。なお、クリスチャンソンとグヴァントらソルナの警察官の天敵でもある。
フレドリック・メランデル
ストックホルム警察殺人課警部。
刑事。シリーズ途中で窃盗課に異動し警視に昇格する。妻をこよなく愛する男、子供は夫婦合意の上で作っていない。痩せ型でタバコをよく吸う。彼の記憶力は並大抵のレベルではなく、わからないことがあればメランデルに聞けば解決するといわれるほどのデータベース。後に殺人課から離れるが、その記憶力を活用するために度々登場する。
エイナール・ルン
ストックホルム警察殺人課刑事。
グンヴァルトの親友。シリーズ終盤では警部に昇格する。ラップランド出身でサーメ人の妻と息子が1人いる。俗に赤鼻のルンと呼ばれ、いつも鼻の調子が悪く、鼻をいつもハンカチでこすっている。悪筆かつ難解な文章を書くので周囲は彼の書いた書類に悩まされる。それが原因しているのか昇進が遅れ気味。損な役回りが多いが、いたってまじめな警察官である。
オーケ・ステンストルム
ストックホルム警察殺人課警部補。
若手の刑事。尾行の名手。シリーズ途中『笑う警官』で殉職。
ベニー・スカッケ
ストックホルム警察殺人課警部補。
若手の刑事。オーケ・ステンストルムの後任。シリーズ途中でマルメ警察署へ異動となりモーンソンの部下となる。警部に昇進後再びストックホルム警察に復帰する。
オーサ・トーレル
婦人警官。オーケ・ステンストルムの元恋人。ステンストルムの殉職後に警察に入る。風紀課を経てメルスタ署に配属される。
ペール・モーンソン
マルメ警察署警部。
ベックの信任も厚い地方警察のベテラン。探し物の名人。禁煙のために爪楊枝をよく噛んでいる。妻とは別居している。なお、土地柄デンマーク警察との関係が深くコペンハーゲンにモーゲンソンという旧知の警察官がいる。
エヴァルド・ハンマル
ストックホルム警察警視長。
ベックの上司。ずっと警察畑を歩んできた叩き上げ。政治嫌いのためその類の事件とは距離を置くし、部下にも強要しない。シリーズ途中で定年退官。
スティーグ・マルム
ストックホルム警察警視長。
ベックの上司。ハンマルの後任。警察組織改革に乗じて現在の地位に着いた官僚上がり。警察の実務経験が無いため現場からの評判は悪い。何かにつけてヘリコプターを投入する様な大掛かりな捜査体制を敷きたがる。

## 作品
1965年に第1作『ロゼアンナ』が書かれてから、1975年にペール・ヴァールーの死によりシリーズが終了するまでに、10の長編が執筆された。日本語版は英訳からの重訳として高見浩により角川書店から全作が訳出された。その後北欧ミステリが注目されたことで、2013年より柳沢由実子によって原著から訳出されることになった。
- ロゼアンナ（Roseanna ）
- 煙に消えた男（Mannen som gick upp i rök ）
- バルコニーの男（Mannen på balkongen ）
- 笑う警官（Den skrattande polisen ）
- 消えた消防車（Brandbilen som försvann ）
- サボイ・ホテルの殺人（Polis, polis, potatismos! ）
- 唾棄すべき男（Den vedervärdige mannen från Säffle ）
- 密室（Det slutna rummet ）
- 警官殺し（Polismördaren ）
- テロリスト（Terroristerna ）

## 映画・ドラマ化された作品

### マシンガン・パニック
The Laughing Policeman 1973年、アメリカ
監督：スチュアート・ローゼンバーグ、主演：ウォルター・マッソー
『笑う警官』を映画化した作品。舞台をサンフランシスコに移している。
|   | 名称                          | 原題                   | 発売年月  | 発売元                     |
| - | ----------------------------- | ---------------------- | --------- | -------------------------- |
| 1 | 笑う警官 マシンガン・パニック | The Laughing Policeman | 1988年6月 | ビクターエンタテインメント |
|   | 名称                          | 原題                   | 発売年月  | 発売元           |
| - | ----------------------------- | ---------------------- | --------- | ---------------- |
| 1 | マシンガン・パニック 笑う警官 | The Laughing Policeman | 2010年4月 | 20世紀フォックス |

### 刑事マルティン・ベック
Mannen på taket、1976年、スウェーデン
監督：ボー・ヴィーデルベリ、主演：カール・グスタフ・リンドステット
『唾棄すべき男』をスウェーデン国内で映画化した作品。
|   | 名称                                            | 原題            | 発売年月  | 発売元     |
| - | ----------------------------------------------- | --------------- | --------- | ---------- |
| 1 | 刑事マルティン・ベック プレミアム・エディション | Mannen på taket | 2007年8月 | IMAGICA TV |

### ヨースタ･エクマン版
1993年、1994年に製作されたヨースタ･エクマン(Gösta Ekman)主演の映画。時代背景は製作されたのと同時期の1990年代となり細部は異なるが、基本的に各作品のストーリーは小説を基に作成されている。特に最終話の「ストックホルム マラソン」は、原作（「テロリスト」）とはかなり異なるエクスプロイテーションとなっている。

#### タイトル一覧
| 番号  | 名称                    | 原題                    | 製作年度 | 監督             |
| ----- | ----------------------- | ----------------------- | -------- | ---------------- |
| 第1話 | ロゼアンナ              | Roseanna                | 1993年   | Daniel Alfredson |
| 第2話 | 消えた消防車            | Brandbilen som försvann | 1993年   | Hajo Gies        |
| 第3話 | サボイホテルの殺人      | Polis polis potatismos! | 1993年   | Pelle Berglund   |
| 第4話 | バルコニーの男          | Mannen på balkongen     | 1993年   | Daniel Alfredson |
| 第5話 | 警官殺し                | Polismördaren           | 1994年   | Peter Keglevic   |
| 第6話 | ストックホルム マラソン | Stockholm Marathon      | 1994年   | Peter Keglevic   |
- 各話で内容は独立しているが登場人物の異動があるためにシリーズとして楽しむ向きには順（原作の順とは異なる）に視聴するのがお薦めである。

#### 主な登場人物
マルティン・ベック：ヨースタ・エクマン（Gösta Ekman）
ストックホルム警察殺人課警視。趣味は船の模型製作。家族は妻インガ：（Anita Ekström）、10代の娘プッテ：（Tova Magnusson Norling）と息子エーリク：（Viktor Ginner）。第3話｢サボイホテルの殺人｣からは妻と子と別れて1人暮らしを始める。
レンナルト・コルベリ：シェル・ベリクヴィスト（Kjell Bergqvist）
ストックホルム警察殺人課警部。ベックの頼りになる部下であり親友。健啖家。家族は妻のグン：（Ing-Marie Carlsson）と幼い娘のボディル。ラーソンとは馬が合わない。
グンヴァルド・ラーソン：ロルフ・ラスゴード（Rolf Lassgård）
ストックホルム警察殺人課警部。第1話「ロゼアンナ」では最初モータラ警察でモーンソンの部下だが、事件途中でストックホルム警察のベックの配下に異動。独身。衣服にはお金を掛けている。
エイナール・ルン：ベルント・ストローム（Bernt Ström）
ストックホルム警察殺人課警部。唯1人ラーソンと仲の良い同僚。
ベニー・スカッケ：ニクラス・ユールストルム（Niklas Hjulström）
ストックホルム警察殺人課警部補。若手の刑事。当初はベックの配下にいたが、第3話「サボイホテルの殺人」ではマルメ警察でモーソンの部下。第4話「バルコニーの男」でストックホルム警察のベック配下に復帰。
オーサ・トーレル：レナ・ニルソン（Lena Nilsson）
ストックホルム警察風紀課所属。原作とは異なり最初から婦人警官。第1話「ロゼアンナ」ではベックの捜査に協力して活躍する。
ペール・モーンソン：イングヴァール・アンダーソン（Ingvar Andersson）
マルメ警察警視。第1話「ロゼアンナ」では最初モータラ警察の警視、事件途中でマルメ警察へ転勤。第3話「サボイホテルの殺人」では捜査の指揮を執る。
エヴァルド・ハンマル：トルニー・アンダーベリ（Torgny Anderberg）
ストックホルム警察本部長。第2話「消えた消防車」で引退。
スティーグ・マルム：ヨーナス・ファルク（Jonas Falk）
ストックホルム警察本部長。ハンマルの後任。政治力のみで地位に就いたため現場からの評判は良くない。

#### スタッフ
- 原作：マイ・シューヴァル、ペール・ヴァールー
- 製作：ハンス・ロネルヘーデン（Hans Lönnerheden）
- 音楽：ステファン・ニルソン（Stefan Nilsson）
- 主演：ヨースタ･エクマン（マルティン・ベック）
- 制作：Victoria Film AB、Rialto Film Berlin、SVT Kanal 1 Drama、AB Svensk Filmindustri

|   | 名称                       | 原題                           | 発売年月  | 発売元                       |
| - | -------------------------- | ------------------------------ | --------- | ---------------------------- |
| 1 | マルティン・ベック DVD-BOX | MARTIN BECK THE STORY OF CRIME | 2007年5月 | ジェネオンエンタテインメント |

### ペーテル・ハベル版
1997年から2000年代にかけて数回に分けて製作されたペーテル・ハベル(Peter Haber)主演の作品。